# Peromyia serrata
Peromyia serrata är en tvåvingeart som beskrevs av Jaschhof 2004. Peromyia serrata ingår i släktet Peromyia och familjen gallmyggor. Inga underarter finns listade i Catalogue of Life.